# Svannäs
Svannäs (sydsamiska: Njoktje-njuenie) är en by som ligger två mil från Vilhelmina. Byn är belägen på ett näs med Volgsjön Volgsjön till öster och Insjön till väster. I Svannäs finns en fin badplats med grillplats, gungor och fotbollsplan.
På senare år har Svannäs fått uppmärksamhet tack vare den kyrka Lars-Erik "Lalle" Karlsson byggt i byn. Gårdskyrkan som ägs av Gunnel och Lalle Karlsson är populär för barndop,  bröllop och gudstjänster. Den är vackert belägen intill Volgsjöns strand. Invändigt är kyrkan målad i rogivande färger och utsmyckad med vägg/takmålningar av Ingrid Karlsson. 
Svannäsbygden är idag en attraktiv plats för att bo och bygden lockar många barnfamiljer.